# Jordanne
Pour les articles homonymes, voir Jordanne (homonymie).

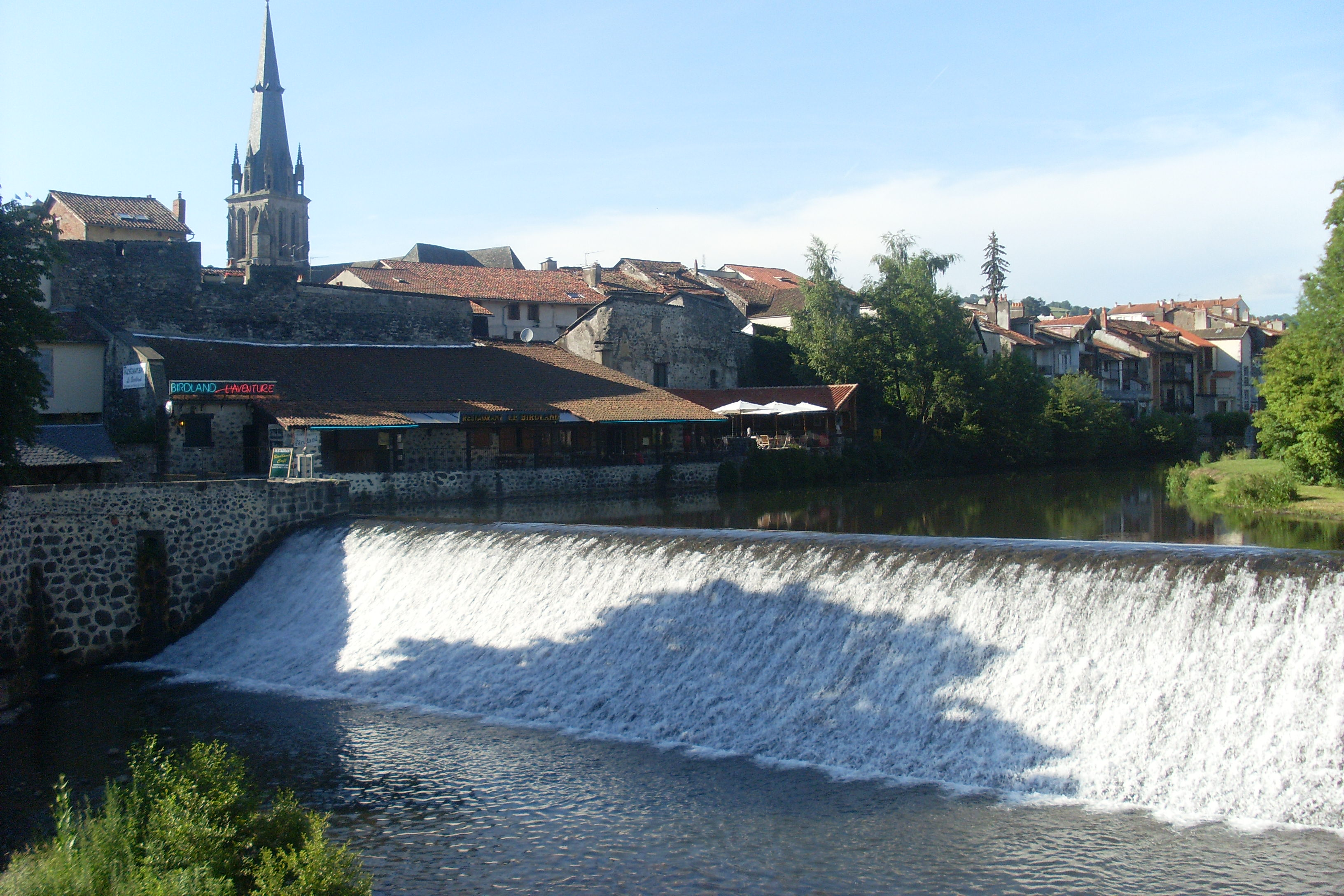
La Jordanne à Aurillac vue du Pont Rouge.

La Jordanne (en occitan aurillacois La Jordana) est une rivière française du Massif central qui coule dans le département du Cantal. C'est, avec l'Authre, l'un des deux plus importants affluents de la Cère, donc un sous-affluent de la Dordogne.

## Hydronyme
La Jordanne est probablement un hydronyme dérivé du Jourdain, nom du fleuve proche-oriental.

## Géographie

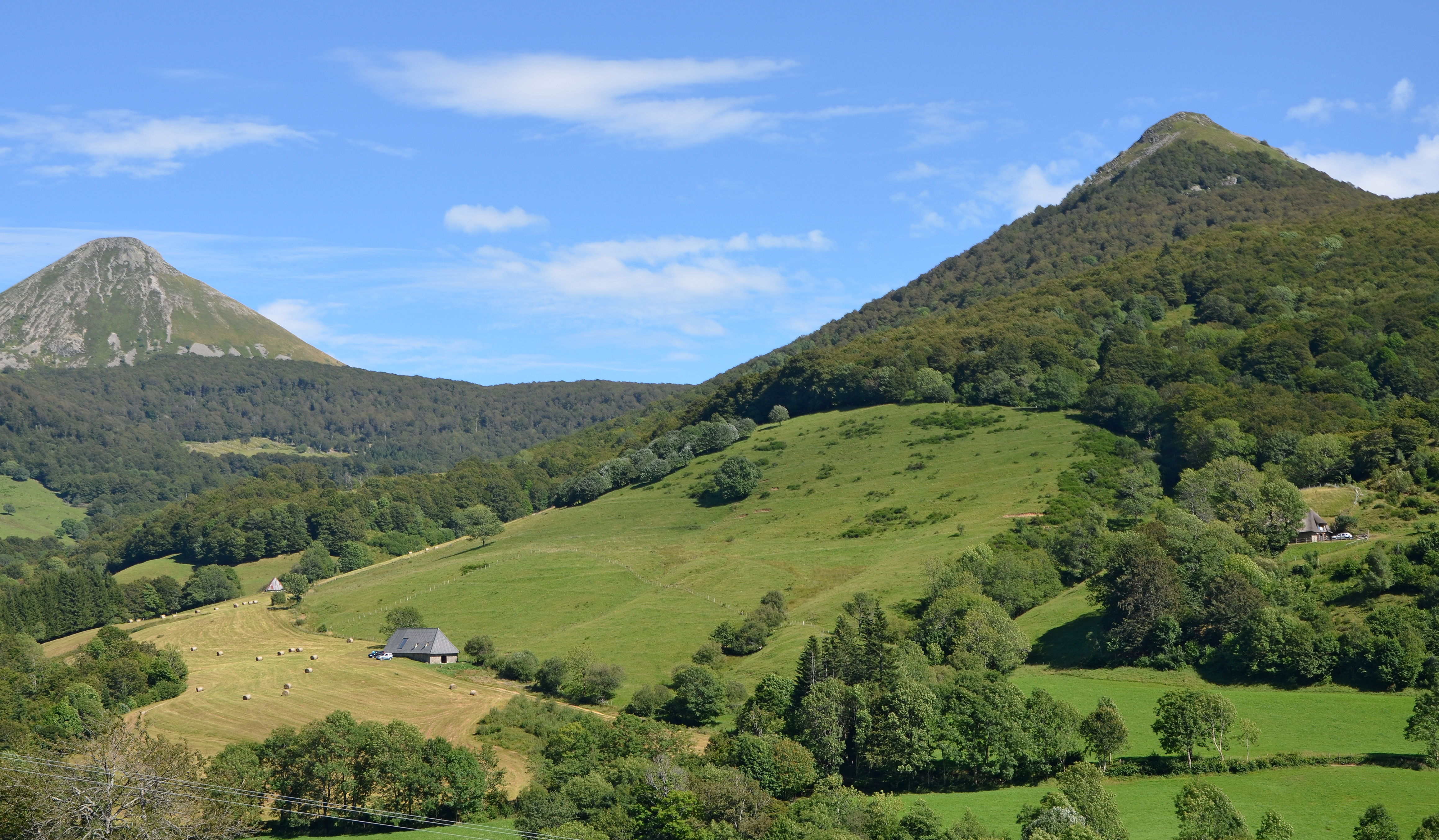
Le haut de la vallée de la Jordanne vers Mandailles.

De 40,6 km de longueur, la Jordanne prend sa source sur la commune de Mandailles-Saint-Julien, à 1 665 mètres d'altitude sur les pentes sud du puy de Peyre-Arse (1 806 m), puis coule vers le sud-ouest dans la même direction que la vallée de la Cère, et après avoir parcouru une quarantaine de kilomètres, rejoint la Cère en rive droite à Arpajon-sur-Cère. La vallée de la Jordanne apparaît plus enclavée que celle de la Cère et présente des paysages plus sauvages. 
La vallée commence par le cirque glaciaire de Mandailles dominé circulairement par le Puy Chavaroche, le Puy Mary, le Puy de Peyre-Arse et le Puy de Bataillouse. Elle s'achève par le verrou glaciaire du Pas de Lascelle.
La Jordanne surgit des hauts mamelons par deux sources différentes. Son cours pénètre immédiatement sous les ombres de la forêt de Rombières, et s'y grossit des eaux de plusieurs ruisseaux. À sa sortie, elle est déjà rivière ; on l'aperçoit palpitante aux premières flammes du soleil et glissant comme une couleuvre argentée.
Au fur et à mesure de sa coulée vers Aurillac, le paysage change. Elle pénètre dans des gorges en aval du village de Saint-Julien. Là, elle coule dans un environnement sauvage de bois au fond d'un ravin de 20 à 60 m. de profondeur. Après 3 km la vallée s'ouvre au niveau du village de Saint-Cirgues-de-Jordanne. Sur cette commune de Saint-Cirgues-de-Jordanne, on peut l'admirer bondissante au Saut de la Menette. Puis, elle devient plus calme dans les plaines de Velzic.
Elle entre à Aurillac qu'elle traverse, au niveau du quartier du Buis ; elle est retenue par une chaussée pour alimenter un lavoir et un canal ayant servi aux tanneurs de la ville.
Après avoir traversé le vieil Aurillac, elle entre dans les quartiers sud de la ville plus moderne. Afin de faciliter diverses constructions urbaines, son lit fut dévié à l'époque, au niveau de la « prairie de Sistrières ». La Jordanne longe la plaine des sports de La Ponétie - en rive gauche - pour finir son chemin dans la Cère sur la commune d'Arpajon-sur-Cère, à 586 mètres d'altitude et après le barrage Baradèl.
Le cours supérieur de la Jordanne, correspondant à peu près à la moitié de son parcours, se déroule au sein du parc naturel régional des Volcans d'Auvergne.

### Communes et cantons traversés
Dans le seul département du Cantal, la Jordanne traverse sept communes et deux cantons :
- dans le sens amont vers aval : Mandailles-Saint-Julien (source), Saint-Cirgues-de-Jordanne,  Lascelle, Velzic, Saint-Simon, Aurillac, Arpajon-sur-Cère (confluence).

Soit en termes de cantons, la Jordanne prend source dans le canton d'Aurillac 4, conflue dans le canton d'Arpajon-sur-Cère, le tout dans l'arrondissement d'Aurillac.
Elle est le toponyme des villages de Saint-Cirgues-de-Jordanne et Saint-Julien-de-Jordanne (ancienne commune, fusion en 1972 avec Mandailles).

### Toponyme
La Jordanne a donné son hydronyme à la commune de Saint-Cirgues-de-Jordanne.

### Hydrographie
- La vallée de la Jordanne est une ancienne vallée glaciaire.

- La Jordanne fournit l'essentiel de l'eau potable du bassin d'Aurillac.

- Ce cours d'eau a également servi à alimenter en eau claire les lavoirs de la ville d'Aurillac, mais aussi à irriguer les différentes prairies agricoles. Encore dans les années 1960, les prairies de la Ponétie, du Viaduc, de Sistrières, Brousac et Baradel étaient inondées après le ramassage des foins afin de permettre la pousse du regain.

- Des deux versants opposés de la vallée de la Jordanne se précipitent une foule de petits ruisseaux, qui, par grandes pluies, deviennent des torrents. Ils découpent le sol en tous sens, forment sur les coteaux des oasis pleines de fraîcheur ; puis on les voit s'unir à la Jordanne.

## Affluents
La Jordanne a 25 affluents référencés avec au moins trois bras et dont :
- le ruisseau de Suclong,
- le ruisseau de Bonnefous,
- le ruisseau du Puy Mary,
- le ruisseau de Fournal,
- le ruisseau de Vachy,
- le ruisseau des Curedis,
- le ruisseau du Luc,
- le ruisseau de Frontfreide,
- le ruisseau de Larmandie,
- le ruisseau de Lagourguerie,
- le ruisseau de la Garnerie,
- le ruisseau de Lestivas,
- le ruisseau d'Aubusson,
- le ruisseau de Becquer,
- le ruisseau de Levers,
- le ruisseau de Vache,
- le ruisseau d'Asprats
- le ruisseau du Tible,
- le ruisseau de Fabre,
- le ruisseau de Roquetraucade,
- le ruisseau du Chaumeil,
- le ruisseau du Pouget,
- le ruisseau des Combes,
- le ruisseau de Giraoul,
- le ruisseau de Lasvergnes

## Hydrologie
Le débit de la Jordanne a été observé durant une période de 44 ans (1970-2013), à Aurillac, chef-lieu du département du Cantal situé peu avant son confluent avec la Cère . La surface étudiée est de 105 km2, ce qui représente la presque totalité du bassin versant de la rivière.
Le module du cours d'eau à Aurillac est de 4,39 m3/s.
La Jordanne présente des fluctuations saisonnières de débit bien marquées et caractéristiques des cours d'eau du sud du Massif central. Les hautes eaux se déroulent de la fin de l'automne au début du printemps, et se caractérisent par des débits mensuels moyens allant de 4,9 à 7,4 m3/s, de novembre à mai inclus (avec un maximum assez net en février). À partir de la mi-mai cependant, le débit baisse rapidement jusqu'aux basses eaux d'été qui ont lieu en juillet-août, entraînant une  baisse du débit mensuel moyen jusqu'à 1,13 m3/s au mois d'août, ce qui reste assez consistant. Mais ces moyennes mensuelles ne sont que des moyennes et cachent des fluctuations bien plus prononcées sur de plus courtes périodes ou selon les années.

### Étiage ou basses eaux
Aux étiages, le VCN3 peut chuter jusque 0,028 m3/s (vingt-huit litres), en cas de période quinquennale sèche, ce qui est bien sûr très sévère, le cours d'eau étant alors réduit à quelques filets d'eau. Mais ce fait est fréquent parmi les rivières de la région coulant sur des roches peu perméables.

### Crues
Les crues peuvent être importantes, compte tenu de l'exigüité du bassin versant. Les QIX 2 et QIX 5 valent respectivement 54 et 73 m3/s. Le QIX 10 est de 85 m3/s, le QIX 20 de 97 m3/s, le QIX 50 de 110 m3/s, tandis que le QIX 100 n'a pas encore pu être calculé.
Depuis sa mise en service en 1970, le débit instantané maximal enregistré à la station hydrologique d'Aurillac a été de 77,2 m3/s le 3 janvier 1994, tandis que la valeur journalière maximale était de 72,8 m3/s le 13 janvier 2004. Si l'on compare la première de ces valeurs à l'échelle des QIX de la rivière, l'on constate que cette crue était à peine d'ordre quinquennal, et donc destinée à se répéter fréquemment. La hauteur maximale instantanée a été de 243 cm le 13 janvier 2004.

### Lame d'eau et débit spécifique
La Jordanne est une rivière extrêmement abondante. La lame d'eau écoulée dans son bassin versant est de 1 362 millimètres annuellement, ce qui est plus de quatre fois supérieur à la moyenne d'ensemble de la France (plus ou moins 320 millimètres). C'est aussi largement supérieur à la moyenne du bassin de la Dordogne (627 millimètres) et de la Cère (757 millimètres). Le débit spécifique (ou Qsp) atteint le chiffre très élevé de 43 litres par seconde et par kilomètre carré de bassin.

## Nature et patrimoine

### Pêche
La Jordanne est une réserve de pêche en première catégorie (truites) sur une longueur de 500 mètres du Pont de Saint-Julien-De-Jordanne au Pont de la Garnerie.

### Repérage

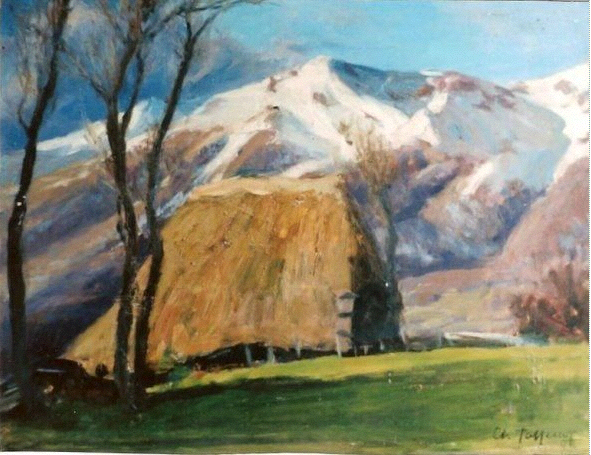
Chaumière ou buron à Mandailles, peinture de Charles Jaffeux.

- la vallée de la Jordanne est une ancienne vallée glaciaire étroite.
- la cascade de Liadouze à Mandailles-Saint-Julien
- visite et promenade dans les gorges de la Jordanne à Saint-Cirgues-de-Jordanne
- l'église Saint-Cyr et Sainte-Juliette à Saint-Cirgues-de-Jordanne
- le château de Clavières à Velzic
- l'église romane Saint-Rémy de Lascelle
- le lac des Graves à Lascelle
- le château d'Oyez, XVIe siècle,
- le château de Lalaubie, XVIIIe siècle à Saint-Simon
- l'église paroissiale Saint-Sigismond  avec sa  tour, à Saint-Simon, ancien pont gothique sur la Jordanne,
- l'ancienne forge du Martinet, à Saint-Simon, devenue une demeure remarquable
- le château de Fabrègues à Aurillac
- Aurillac : ses vieilles maisons bordant la Jordanne et son ancien lavoir.

### Moulins, martinets
Jusqu'au début du XXe siècle, les multiples chutes d’eau qui égaient la vallée la Jordanne, prêtaient leur force motrice à une suite de moulins utilisés par les chaudronniers d’Aurillac. D'autre moulins étaient établis le long du cours d'eau.
Comme l'établissement d'un moulin était une propriété d'une grande valeur, et comme sa concession donnait lieu à un acte d'autorisation du seigneur haut-justicier, on trouve de nombreuses mentions de reconnaissances, de vente, de contestations portant sur des moulins sur la Cère, et cela depuis le XIIIe siècle.
Certains ne subsistent que par un toponyme : Moulinier, Martinet (ancienne forge), etc. Très peu étaient utilisés pour moudre le grain, et la plupart pour animer des usines, parfois très petites, qui étaient situées au-dessus de la Cère ou de l'un des torrents de montagne qui lui sont affluents.
Certains ont encore leur bâtiment, leur bief, et parfois leur mécanisme, d'autre ont disparu :
- Moulin de Rudez, à Mandailles-Saint-Julien (bâtiment XVIIe),
- Moulin banal à Mandaille (bâtiment XVIIe) pour le seigle, on conserve aux archives deux règlements écrits, un de 1765 pour dix-sept usagers, un autre de 1827 mentionnant dix usagers.
- Moulin de Belliac, à Saint-Simon, moulin à foulon, transformé au XVIIIe siècle en moulin à papier (disparu)
- Moulin du Martinet, à Saint-Simon, forge à cuivre (bâtiment) ;
- Moulin de Fabrègues, à Aurillac, tient son nom de forges à cuivre (disparu) ;
- Moulins de La Brune, encore visible rue Jean-Baptiste Veyre à Aurillac, ancienne route de Saint-Simon. Même si la roue à aubes a disparu et que l’arche conduisant l’eau à l’intérieur du moulin a été comblée, l’extérieur du bâtiment a peu changé depuis qu’une gravure anonyme l’a immortalisé vers 1835. D’abord moulin céréalier, puis foulon pour battre la laine, il a été acheté en 1734 par l'apothicaire Jean Breu qui le transforme en moulin à papier.
- Moulin de Caillac, à Vézac, dans le domaine du château de Caillac.

### Protection
- Le parc naturel régional des Volcans d'Auvergne recouvre :
les cours de la Cère, depuis leurs sources jusques et y compris Vic-sur-Cère ;
les cours de la Jordanne, depuis leurs sources jusques et y compris Lascelle.
- Le réseau Natura 2000  distingue une zone d'intérêt faunistique sur le cours de la Jordanne : 
les cours de la Jordanne, depuis leurs sources jusqu'aux abords d'Aurillac, sont identifiés comme sites très importants pour la préservation de la loutre (lutra lutra)[5].